# Vakuumpermittiviteten
Vakuumpermittiviteten ε₀ (udtales epsilon-nul) er en fysisk konstant inden for elektrostatikken, som beskriver den absolutte dielektriske permittivitet i vakuum. Værdien i farad pr. meter er:
{\displaystyle \varepsilon _{0}=8,8541878\cdot 10^{-12}{\frac {\text{F}}{\text{m}}}}
Denne værdi blev oprindeligt bestemt eksperimentelt, men med den moderne definition af SI-enheder er den nu fastlagt via andre naturkonstanter.

## Fysisk betydning
Vakuumpermittiviteten beskriver, hvor meget et elektrisk felt påvirker og påvirkes af vakuum. Det kan forstås som vakuums "modstand" mod dannelsen af elektriske felter og har stor betydning i både klassisk elektromagnetisme og kvanteelektrodynamik.
I elektrostatiske systemer optræder {\displaystyle \epsilon _{0}} i Coulombs lov, der beskriver kraften mellem to elektriske ladninger:
{\displaystyle F={\frac {1}{4\pi \varepsilon _{0}}}{\frac {q_{1}q_{2}}{r^{2}}}}
Hvor q1 og q2 er ladningerne og r er afstanden mellem dem.

## Relation
Vakuumpermittiviteten spiller en central rolle i Maxwells ligninger, særligt i Gauss' lov for elektriske felter:
{\displaystyle \nabla \cdot {\vec {E}}={\frac {\rho }{\varepsilon _{0}}}}

## Egenskaber
Vakuumpermittiviteten er en egenskab ved vakuum og kan ses som en modstand i vakuum mod udbredelsen af elektriske felter. Det er en naturkonstant som sætter en øvre grænse for hvor hurtigt et elektrisk felt kan udbredes og er derfor med til at sætte en grænse for lysets hastighed.
| Fysik | Spire Denne artikel om fysik er en spire som bør udbygges. Du er velkommen til at hjælpe Wikipedia ved at udvide den. |